# شيغيرو تشيبا
شيغيرو تشيبا (千葉繁 تشيبا شيغيرو) (اسمه الحقيقي ماساهارو مايدا (前田正治 مايدا ماساهارو)) هو ممثل و مخرج صوت ياباني ولد في 4 فبراير 1954 في كيكوتشي، كوماموتو.

## أدواره في الأنمي

### مسلسلات أنمي تلفزيونية
- قبضة نجم الشمال - الراوي
- ون بيس - باغي، ووب سلاب
- بليتش - دون كانؤنجي
- سبايدر رايدرز - غراتشوب، بروتوس, ويفل، أطفال غراتشوب
- يو يو هاكوشو - كازوما كوابارا
- دراغون بول - بيلاف
- دراغون بول Z - راديتز
- دراغون بول GT - بيلاف
- دراغون بول كاي - راديتز، سون غوهان (جد غوكو)
- دراغون بول سوبر - بيلاف
- رانما ½ - ساسكي ساروغاكوري
- الشرطي المتنقل باتليبر - شيغيو شيبا
- كاشرن سينز - حارس المقبرة
- فرقة الفرسان - روشفورد
- رغم كل ذلك, البلدة تدور - شونساكو ماتسودا
- أميرة القناديل - سابوروتا نيغيشي
- طمطوم وأبطال الروضة الخضراء - سرعوف
- هيوكا - تانيموتو
- مغامرة جوجو الغريبة: الماس لا ينكسر - يوشيهيرو كيرا
- رحلة عنابة - آلة الزمن
- أسد مارس - سوميجي كاواموتو
- رحلة العجائب 24 - الراوي
- رحلة العجائب: ثأر الأشرار الثلاثة - الراوي
- المحقق كونان - كانينوري واكيتا
- جوجوتسو كايسن - جد يوجي إيتادوري ، جوغو
- السائق (1988) - كينوشيتا

### أنمي لإنترنت
- نينجا سلاير فروم أنيميشن - لي أراكي
- مونستر سترايك - كيسيد

### أوفا أنمي
- ليريا - فوجيكورو
- سينت سيا: ذا لوست كانفاس - الراوي

### أفلام أنمي
- يو يو هاكوشو - كازوما كوابارا
- ي يو هاكوشو: روابط اللهب - كازوما كوابارا
- الشرطي المتنقل باتليبر - شيغيو شيبا
- دراغون بول Z: معركة الخوارق - بيلاف
- دراغون بول Z: إعادة إحياء "F" - بيلاف
- دراغون بول سوبر: برولي - راديتز
- أوسامو تيزوكا: متروبوليس - لامب
- ون بيس ستامبيد - باغي

## أعماله كمخرج صوت في الأنمي

### أوفا أنمي
- تشيبي كارا ناجاي جو وورلد

## أدواره في ألعاب الفيديو
- فاينل فانتسي VII ريميك - كيفكا بالازو
- ديسيديا: فاينل فانتسي - كيفكا بالازو
- ديسيديا 012: فاينل فانتسي - كيفكا بالازو
- ديسيديا: فاينل فانتسي NT - كيفكا بالازو
- جوجوز بيزار أدفنتشر: أول ستار باتل - إيغي
- ون بيس: بايريتس كارنفال - باغي
- ون بيس: بايريت واريورز - باغي
- ون بيس: بيرنينغ بلاد - باغي
- شبح تسوشيما - سادانوبو إيشيكاوا

## أدواره في الدبلجة اليابانية
- حافة الهادي - تيندو تشوي
- ماي ليتل بوني: فرندشيب إز ماجيك - ديسكورد
- صائدو الأشباح - بيتر فينكمان

## وصلات خارجية
- شيغيرو تشيبا على موقع IMDb (الإنجليزية)
- شيغيرو تشيبا على موقع ألو سيني (الفرنسية)
- شيغيرو تشيبا على موقع ميوزك برينز (الإنجليزية)
- شيغيرو تشيبا على موقع قاعدة بيانات الأفلام السويدية (السويدية)
- شيغيرو تشيبا على موقع قاعدة بيانات الفيلم (الإنجليزية)
- شيغيرو تشيبا على موقع كينوبويسك (الروسية)
- شيغيرو تشيبا على موقع ANN person (الإنجليزية)